# Linfield Football Club
El Linfield Football Club és un club de futbol nord-irlandès de la ciutat de Belfast.

## Història
El Linfield va ser fundat al sud de Belfast el març de 1886 com a Linfield Athletic Club per treballadors de la Linfield Spinning Mill. El seu primer estadi fou The Meadow. El 1889 es traslladà a Ulsterville Avenue. Posteriorment es va moure fins Myrtlefield, al sud de la ciutat, fins al 1905, any en què debutà al Windsor Park. És el club representant, tradicionalment, del protestantisme irlandès.

## Palmarès
- Lliga nord irlandesa de futbol: 50 
  - 1890/91, 1891/92, 1892/93, 1894/95, 1897/98, 1901/02, 1903/04, 1906/07, 1907/08, 1908/09, 1910/11, 1913/14, 1921/22, 1922/23, 1929/30, 1931/32, 1933/34, 1934/35, 1948/49, 1953/54, 1954/55, 1955/56, 1958/59, 1959/60, 1960/61, 1961/62, 1965/66, 1968/69, 1970/71, 1974/75, 1977/78, 1978/79, 1979/80, 1981/82, 1982/83, 1983/84, 1984/85, 1985/86, 1986/87, 1988/89, 1992/93, 1993/94, 1999/00, 2000/01, 2003/04, 2005/06, 2006/07, 2007/08, 2009/10, 2010/11
- Copa nord irlandesa de futbol: 41
  - 1890/91, 1891/92, 1892/93, 1894/95, 1897/98, 1898/99, 1901/02, 1903/04, 1911/12, 1912/13, 1914/15, 1915/16, 1918/19, 1921/22, 1922/23, 1929/30, 1930/31, 1933/34, 1935/36, 1938/39, 1941/42, 1944/45, 1945/46, 1947/48, 1949/50, 1952/53, 1959/60, 1961/62, 1962/63, 1969/70, 1977/78, 1979/80, 1981/82, 1993/94, 1994/95, 2001/02, 2005/06, 2006/07, 2007/08, 2009/10, 2010/11
- Copa de la Lliga nord irlandesa de futbol: 9
  - 1986/87, 1991/92, 1993/94, 1997/98, 1998/99, 1999/00, 2001/02, 2005/06, 2007/08.
- City Cups: 20
- Gold Cup: 31
- Ulster Cups: 15
- County Antrim Shield: 41
- All-Ireland/Setanta Cups: 4
- Coca-Cola Cup: 3
- Budweiser Cups: 1

## Jugadors destacats
| - Trevor Anderson - Joe Bambrick - Harry Baird - Roy Coyle - Tommy Dickson - Glenn Ferguson - Harry Gregg - Billy Hamilton - David Jeffrey - Davy Larmour - Willie McFaul - Alf McMichael - Martin McGaughey - Billy Murray | - George O'Boyle - Billy Scott - Arthur Thomas - Jackie Milburn - Dennis Viollet - Fitzroy Simpson - Tommy Leishman - Billy Liddell - Robert Milne - Tommy Breen - Pat Fenlon - Bill Lacey - Davy Walsh - Dessie Gorman - Tony Gorman |